# NHK笛吹御坂中継局
NHK笛吹御坂中継局（エヌエイチケイふえふきみさかちゅうけいきょく）は、山梨県笛吹市にあるNHK甲府放送局のテレビ中継局。

## 中継局

### デジタル放送
現在は置局なし
2010年にケーブル（共同受信設備）の設置を予定。

### アナログ放送
| 放送局名          | チャンネル | 空中線電力        | ERP                 | 放送対象地域 | 放送区域内世帯数 |
| NHK甲府教育テレビ | 53ch       | 映像3w /音声750mw | 映像7.9w /音声1.95w | 全国         | 約-世帯          |
| NHK甲府総合テレビ | 55ch       | 映像3w /音声750mw | 映像7.9w /音声1.95w | 山梨県       | 約-世帯          |

## 置局住所
- 笛吹市御坂町下黒駒（大堀山）